# Codonopsis limprichtii
Codonopsis limprichtii là loài thực vật có hoa trong họ Hoa chuông. Loài này được Lingelsh. & Borza mô tả khoa học đầu tiên năm 1914.